# Damir Džumhur
Damir Džumhur, född 20 maj 1992 är en bosnisk tennisspelare. Han är i nuläget (22 oktober 2017) rankad som 120 i världen. Džumhur har vunnit ett junior-OS-brons. Han har vunnit nio future turneringar och varit i final i en. I Australian Open 2014 kom Džumhur till tredje omgången.

## Tenniskarriär

### Junior
2010 var han rankad som tredje bästa junioren i världen. Under Junior-OS 2010 i Singapore vann Džumhur en bronsmedalj.

### Senior
Som senior har Džumhur mest spelat på future-turneringarna. 2010 gjorde Džumhur sin Davis Cup debut för Bosnien och Hercegovina mot Estland. I Australian Open 2014 kom han till tredje omgången.

## Skådespelarkarriär
I sin första filmroll var Džumhur statist i filmen Grbavica. I filmen Mörderischer Frieden spelade Džumhur prickskytten Durcan och hade en huvudroll.